# Ctenus pulvinatus
Ctenus pulvinatus là một loài nhện trong họ Ctenidae.
Loài này thuộc chi Ctenus. Ctenus pulvinatus được Tord Tamerlan Teodor Thorell miêu tả năm 1890.